# 前野博紀
前野博紀（まえの ひろき、1970年3月26日 - ）は、日本の芸術家であり華道家。福井県出身。東京在住。

## 人物
その変幻自在な技巧や奇抜な構成により、作品を発表する度にまったく異なる作風の作品を創り出す奇才。そして作者の実体より「花匠前野」という屋号と、朝になると突然、超大型作品が出現することで、人々の驚きと噂だけが先に歩いた華道家。最近では、前野の創るその作品は華道の域を超え、近年人気を博している江戸時代の画家伊藤若冲の世界観に例えられ、「現代の若冲」と呼ばれる。その作品の大きさがまるで建築のようであることから「花の建築家」「花の錬金術師」、桜の大型作品が多いことから「桜の前野」との異名も持つ。また、数分で作り上げる大型のフラワーパフォーマンスのほかにも、明るいキャラクターや思わず頷きたくなる氏の発する言葉や語り口調も近年人気となり、講演会なども積極的に行っている。
■兼任■
草月流師範
NPO法人旅するクジラ 代表理事
SATOYAMAイニシアチブ国際パートナーシップ（IPSI)メンバー
東京若越クラブ会員
福井県ブランド大使
若狭おばま御食国大使

## 来歴
1970年に福井県小浜市で生まれる。福井県立若狭高等学校、同志社大学文学部英文学科卒業。大学卒業後はホテルマンやビジネスインストラクターとしてサラリーマンの経験をし、30歳の時（2000年）より草月流に師事。その後、脱サラし、都内花屋にてアルバイトとして修行。2006年9月に独立し、「花匠前野 花教室」をオープン。華道家として活動を始動。株式会社花匠前野代表取締役。東京ミッドタウン（2008～2010）やスカイツリー開業時など大型商業施設での大型花作品の評判により、現在では都内数か所の一流ホテル（京王プラザホテル、品川プリンスホテル他）での大型花作品制作を担当している。2011年の東日本大震災以後は、環境省の「ガレキ広域処理活動」のサポートを通じ、被災地の子供のアート支援団体/NPO法人旅するクジラを設立。現在では、雑誌・新聞・ラジオ・テレビ出演は勿論、海外での作品展示・フラワーパフォーマンス等も積極的に行っている。また、子どもの未来教育の一環として、高校生に授業を行う「花楽（はながく）」を担当し、高等学校教育にも参画している。

## 大型花作品/花装飾/ディスプレイ
- 2006年 ホテルニューオータニ内、宝飾店のウィンドウディスプレイを担当。
- 南麻布 創作和食『151A』VIPルーム壁面装飾担当。
- TBSバラエティドラマ『和田アキ子殺人事件』の花装飾担当。
- 名古屋市ローズコートホテル正面装飾担当。
- 福井県ホテル花椿正面装花担当。
- TBSドラマ『華麗なる一族』花装飾担当。
- 洗足学園音楽大学卒業式
- 大ホールホワイエ正面装飾。
- 2月3日～4月3日 東京丸ノ内ホテル『享保雛人形』正面装飾。
- 名古屋 瑞光寺・瑞光寺会館 企業タイアップ個展
- 花匠前野 華道家 前野博紀 『花鏡序匠・special version～a life of W 』開催。
- 青山・プロモ・アルテギャラリーにてSPC/シンガポール㈱とコラボレート
- 「Happy Bloom Exhibition」アートスペース全体空間コーディネートディレクション。期間中、8月29日-9月13日 華道家・前野博紀として、5人目のアーティストとして個展を開催。
- 洗足学園音楽大学夏の音楽祭、竹の大型インスタレーション正面装飾。
- ホテルニューオータニ内、宝飾店の夏の装飾ウィンドウディスプレイを担当。
- 大阪リーガロイヤル内、宝飾店の夏の装飾ウィンドウディスプレイを担当。
- ホテルニューオータニ内、宝飾店の秋～冬の装飾ウィンドウディスプレイを担当。
- 大阪リーガロイヤル内、宝飾店の秋～冬の装飾ウィンドウディスプレイを担当。
- 東京・丸ノ内ホテルにてクリスマス～正月正面装飾までのフラワーディレクション
- 東京表参道・商業ビルGYREにて、吹き抜け30m吊り下げのクリスマス・オブジェ大型2基装飾。
- 2008年 東京・護国寺本堂に奉納献花、重要文化財・月光殿に装花。東京・護国寺08年年間行事献華が決定。
- 東京 丸ノ内ホテル「享保雛人形」装飾。（4月3日まで）
- 東京・護国寺にて節分会にて献花式。
- 東京ミッドタウン1周年企画「桜の森」メインアーティストに選ばれ桜の大型装飾を3月20日～4月29日まで4基装飾。
- オークウッド・プレミア東京、ホテル内アートフラワー年間花装飾スタート。
- オークウッド・プレミア東京、ロビー七夕装飾
- 東京ミッドタウン「デザインタッチ」「日本の色・・・秋」大型装飾。
- 東京ミッドタウン・インフォメーションセンターなどにクリスマスリース装飾。
- クリスマス～2009年正月・東京・丸の内ホテル正面装花。
- クリスマス～2009年正月・横浜インターコンチホテル正面他館内装飾。
- 2009年 正面装花京王プラザホテル装飾。
- オークウッドホテルプレミア東京ミッドタウン正面 正月竹インスタレーション装飾。
- 東京・護国寺にて本堂に奉納献花、及び重要文化財・月光殿に奉納装花。
- 表参道ヒルズ 大階段 桜インスタレーション装飾。
- 東京ミッドタウン・インフォメーションセンターなどに桜の大型作品装飾。
- 聖ザビエル天主堂内花装飾（愛知県犬山市 明治村）
- 第60回「全国植樹祭」福井県若狭町縄文ロマンパークにてオブジェ制作。天皇の宿泊ホテルの花装飾担当。
- 京王プラザホテル ロビーほか館内秋の装飾
- ザ・プリンス パークタワー東京 B1F～1Fへの大型装飾「天空の花鏡」。
- 伊勢神宮献華式（花芸奉納として、遷宮・宇治橋渡り染め式の式典としてフラワーパフォーマンスを奉納・作品展示）
- クリスマス～正月までの館内フラワーディレクション及びディナーショー会場及び舞台装飾
- 2010年 東京ミッドタウン、京王プラザホテル、丸ノ内ホテル、庭のホテル（年間装飾）ほか、館内・正面装花 多数。
- 東京ミッドタウン・インフォメーションセンター3カ所に桜の大型作品「花神 III」装飾。
- キュービックプラザ新横浜 「桜の森」装飾、京王プラザホテルロビーほか春の装飾など多数。
- たかの友梨 新CM 「沢尻エリカ」編発表会会見場、桜の装飾。
- 護国寺にて奉納献華個展・『花大景』開催
- APECエネルギー会議in福井レセプション迎え花担当。
- 東京ミッドタウン「七夕」大型装飾。
- 国際生物多様性年記念民間事業 『第一回花といのちの芸術祭』開催。
- APEC首脳会議in横浜・レシービング迎え花担当。
- 舞台装飾及びフラワーパフォーマンス出演『TAPり 魅せまSHOW!!』（17日）
- クリスマス～正月までの館内フラワーディレクション及びディナーショー会場及び舞台装飾
- 2011年 東京ミッドタウン、京王プラザホテル、丸ノ内ホテル、庭のホテル（年間装飾）ほか、年末年始大型花装飾担当。
- 大崎ゲートシティ（三井不動産）春の大型花作品「桜龍」展示（2012年3月）
- 東京スカイツリーSORAMACHIオープニング大型花作品「天空模様～空にはいろんな空がある」の展示634ホール（2012年）
- NHK報道「ニュースウオッチ9」の報道スタジオの大型装花を担当（2011年1月～2013年3月まで）
- タップダンサーHIDEBOHの婚礼披露宴の花装飾（2011年3月）
- NHK番組「歌謡コンサート」（NHKホール）※クミコさん「祈り」舞台花装飾/舞台美術担当（2011年2月）
- NHK番組「歌謡コンサート」NHKホール）※ケルティック・ウーマン「YOU RAISE ME UP」舞台花装飾/舞台美術担当（2011年9月）
- NHK紅白歌合戦の舞台大型花装飾/舞台美術担当（2011年）
- テレビ東京「木曜8時のコンサート」舞台花装飾/舞台美術担当（2011年）
- テレビ東京「木曜8時のコンサート」舞台花装飾/舞台美術担当（2012年）
- 「月明かり花回廊第4章」日光四季祭　メイン作品装飾、花演出プロデュース担当（2013年9月）
- 比叡山延暦寺根本中堂内での1か月に渡る献花奉納（2014年）
- グランドプリンスホテル新高輪ロビーの大型花装飾の担当（2013年～2015年）
- NHK大河ドラマ「八重の桜 大河ドラマ館」会津若松市の桜の大型展示を1年間担当（2013年）
- 若狭おばま神宮寺創建1300年記念祭の法要および式典内での大型花作品制作（2014年）
- コレド室町1234のエントランス秋の大型花装飾（2014年10月）
- 「鶴屋吉信」日本橋店　春の店内桜装飾担当（2015年）（2016年）
- 「カフェ エメ・ヴィベール」コレド室町店　春の店内桜装飾担当（2015年）
- 日本橋「わたす」水中庭園茶室企画（三井不動産）　店内装飾担当（2015年8月～9月）
- 庭のホテル東京（東京/水道橋）の館内装飾を担当（2009年～現在）
- 歌手クミコさんコンサートの舞台花装飾/舞台美術（2015年10月）　学習院大学記念会館
- 品川プリンスホテルエントランスロビー大型花装飾担当（2015年～現在）
- 京王プラザホテル年間大型装飾企画「花で迎える、おもてなし」で、年間4回（春夏秋冬）の大型装飾を担当（2015年～現在）
- 羽田空港国内線第1・第2ターミナル　大型正月花装飾担当（2015年12月から2016年1月）
- 明治座「坂本冬美公演」メインエントランス花装飾担当。
- 銀座「Bistro BARNYARD-GINZA」店内季節の花装飾（2016年～2017年）
- 「THANK Food プロジェクト」イベント野菜装飾担当（赤道クラブ/銀座）2016年
- 長野市芸術館「ウィーン・リング・アンサンブル　ニューイヤーコンサート」舞台大型花装飾/舞台美術担当（2017年1月）
- えひめこどもの城（愛媛県松山市）芸術祭で、「希望のアーチ」大型作品展示（2017年10月～11月）

## プロデュース・ディレクション／イベント／フラワーパフォーマンス／広告／講演
- 2006年 森ビル広告「MORI LIVING ブランド・ヴォイス（生け花編）」ポスター・雑誌広告媒体のいけ花編担当。
- 2007年 福井アプロディール華双寿にて、フラワーデモンストレーション・トークショー＆ディナーショー開催。
- 化粧品CM 「Ex：beaute」(エクス・ボ-テ) 花担当。
- 9月3日ふくい南青山291にて、「Weddingフラワー＆ドレス・ジュエリーショ―」プロデュース。
- 2008年 東京・丸ノ内ホテル 新春トーク・フラワーショー開催。
- 「天地人」（元オフコース・ドラマー大間ジローのバンド）CD ジャケットフラワーディレクション。
- 2009年 六本木アートナイト 出演。
- 表参道ヒルズ「大人のパーソナルフラワーギフトコンシェルジュ コンシェルジュ」、ワークショップ開催。
- 2010年 ホテル西洋銀座 正月イベント出演。
- 護国寺節分会フラワーパフォーマンス献花奉納（2010年2月3日）
- 丸ノ内ホテル 正月イベント出演。
- ブライダル産業フェアin大阪 「The・決断」セミナー 特別講師
- JRキュービックプラザ新横浜 周年イベント フラワーパフォーマンス
- 若狭JC40周年企画「キャッチ・ザ・ドリーム」パンフォーマンス＆講演(2010年9月）
- 帝国ホテルにて「バブクラブ30周年企画」講演会に出演
- 華道家前野博紀の花で彩る「古の美・食の世界」企画。いけばなと食の饗宴イベント/京王プラザホテル（2010年9月)
- 「日経ベンチャーマンスリー」表紙（花作品）年間担当
- 護国寺節分会フラワーパフォーマンス献花奉納（2011年2月3日）
- 小浜商工会議所創立60周年記念イベント「祈～天空へ～」華芸奉納パフォーマンス＆作品展示/若狭小浜・常高寺（2011年6月）
- 「明野薪能」の能舞台で献花奉納（2012年4月）
- 熊野本宮大社本殿　献花奉納（2011年5月）
- 護国寺節分会フラワーパフォーマンス献花奉納（2012年2月3日）
- 熊野本宮大社大斎原「天地創生」献花奉納（2012年8月）
- 和歌山イオンモールにて、フラワーパフォーマンス＆花装飾（2013年）
- 護国寺節分会フラワーパフォーマンス献花奉納（2013年2月）
- 同志社大学OB会での特別講演（2014年）
- 「青戸会」（東京）での特別講演（2015年）
- ライオン歯ブラシCM・ポスターのフラワーディレクション（2015年）
- JRセントラルタワーズ開業15周年記念装花「ゴールデンゲートフラワーズ」展示（2015年9月～10月）
- 水中庭園茶室～話に花を咲かせましょう/日本橋わたすトークイベントプロデュース（2015年8月～9月）
- コニャック（ルイ13世）のプロモーションイベントにて、いけばなパフォーマンス実演（2015年10月）
- 長野市芸術館「いけばな音楽講座(1)(2)(3)」で講師担当（2016年～2017年）
- 「福井人と語る」に講師として講演。都道府県会館/東京（2017年2月）
- FBC「かがやき基金」の特別審査委員就任/担当
- 「ふるさと先生」授業講演　福井県立　丹生高校　科学技術高校
- 「ふるさと先生」授業講演　福井県立　若狭高等学校　丹南高校
- 「ふるさと先生」授業講演　福井県立　若狭東高校　坂井高校
- 「ふるさと先生」授業講演　福井県立　福井農林高校
- 富山国際高校文化祭特別講演とフラワーパフォーマンス（2017年9月）
- 外国人来日観光客に対しての「いけばな体験講座」講師担当（京王プラザホテル）2017年～
- 月刊fu「花は人なり人は花なり」連載エッセイ担当（2015年7月～現在）
- 月刊「ソトコト」（木楽舎）「THANK Food Project」廃棄野菜のアート作品ページ担当(2017年4月～現在）

## 個展
- 2007年 東京・松坂屋銀座店 アートスペースGINZA5にて第一回個展、『花鏡第一匠～a life of W』開催。期間中B2F「fine refine」にてフラワーデモンストレーション。
- 福井県 御食国おばま食文化館にて個展『花鏡第一匠～a life of W（福井編）』開催。
- 松坂屋銀座店にて「花匠前野 華道家 前野博紀と福井の匠展」開催。
- 「草月展」日本橋髙島屋に出展
- 2008年 東京 丸ノ内ホテル 花匠前野 花教室社中展「晴る」開催。
- 護国寺（東京）・東京ミッドタウン両2か所において同時期に個展開催。
- 2009年 個展「森羅万象」開催 護国寺を会場として、日本初の本堂をはじめ境内7か所での大型作品展示。
- 花匠前野花教室社中展「響/HIBIKI」開催/京王プラザホテル（2009年3月）
- 「草月展」日本橋高島屋に出展。
- 岡山高島屋「肇友会花展」大型作品展示参加。
- 2010年 東京 京王プラザホテル 花匠前野 「花教室社中展」を開催。
- 個展「花大景」開催 5月28日～6月1日 （歴史的建築物との融合）/護国寺（東京）
- 華道家前野博紀個展～It is a begining「全ては、花」I・無機物/ギャラリール・ベイン（2011年2月）
- 華道家前野博紀護国寺献華奉納チャリティ個展及びコンサート・ライブイベントプロデュース「SANCTUARY～祈り～天空へ」護国寺/東京　（2011年5月）
- 華道家前野博紀個展～It is a begining「全ては、花」II・気配/ギャリール・ベイン（2011年9月）
- 第1回「花といのちの芸術祭～廻る」展覧会＆対談トークイベント開催/国際生物多様性年記念事業/Gビル神宮前2F（2010年11月）
- 草月展（日本橋高島屋）出展/枯れ蓮のオマージュ（2011年11月）
- 華道家前野博紀個展～It is a begining「全ては、花」III・時間/ギャラリール・ベイン（2012年2月）
- 東日本大震災チャリティー個展「天地創生」＆献華奉納＆ライブイベントプロデュース/護国寺（東京）　（2012年5月）
- 草月展（日本橋高島屋）出展/ハンガーの青い鳥（2012年11月）
- 草月展（日本橋高島屋）出展/ピンクの立花（2013年11月）
- 伊フィレンチェで、花作品アートパネル展開催（2014年2月～4月）
- モナコ王国でIkebanaパフォーマンス実演（2014年3月）
- 華道家/前野博紀アート展第1章「Infinite Time I～呼吸」/GALLREY LE DECO (2014年11月）
- 草月展（日本橋高島屋）出展/新造人間SAKURA　（2014年11月）
- 第7回花匠前野花教室社中展「航/kou」開催（2015年1月）
- 華道家/前野博紀アート展第2章「Infinite Time～思考の塊」/GALLERY LE DECO （2015年2月～3月）
- 華道家前野博紀ライブフラワーパフォーマンス（2015年9月9日/開業記念パーティーにて）
- FLOWER EXCHITION「花の架け橋」アート展開催（2015年10月）
- 「Infinite time III ～連動」華道家前野博紀アート展第3章（2015年10月）
- HAPPY ISLAND～未来に花を咲かせよう～「旅するクジラ」パネルアート展（2015年10月）
- 草月展（日本橋高島屋）出展/愛染明王（2015年11月）
- 第8回花匠前野花教室社中展「耀/よう～輝き」開催/京王プラザホテル（2016年1月）
- ★クリエイターズ★やったるでぇ！ART展「宇宙と花と人」開催/グランドプリンスホテル新高輪ロビー（2016年3月～4月）
- 第9回花匠前野花教室社中展「翆/SUI」開催/京王プラザホテル（2016年8月）
- 第10回花匠前野花教室社中展「心/SHIN」開催/京王プラザホテル（2017年1月）
- 第11回花匠前野花教室社中展「華～摩訶不思議なチカラ」開催/京王プラザホテル（2017年8月）
- ライブフラワーパフォーマンス（京王プラザホテルロビー）2017年8月、10月）

## 花楽（はながく）　子どもの未来教育の一環としての活動
- 2008年「花であそぼう!」、「花育」イベントを埼玉県東大宮でスタート。シニア・親子向け
- 東京ミッドタウンカンファレンスホールにて「花匠前野の花楽（学）」開催スタート（ビジネスマン・OL向け）
- 2009年 福井県小浜市西津小学校にて「花楽」授業開催。対象：小学5年生
- 東京ミッドタウン等で、花楽の一環として、小中学生対象の森のワークショップ開催。
- 京王プラザホテルにて9月23日に「花楽」開催。
- 2010年 都内各所にて花楽イベント「森のワークショップ」開催。

## メディア・出版
- 2008年 講談社雑誌「KING」に4月号、5月号 インタビュー
- 講談社雑誌「KING」7月号「ダライ・ラマ法王」ご真影フラワーディレクション作品掲載。
- J-WAVE「ロハストーク」28日 ゲスト出演
- 2009年「DIME」小学館インタビュー記事 インタビュー
- 「日経ベンチャーマンスリー」日経BP社 インタビュー
- 「ソトコト」（木楽舎）1月号、7月号 「チビコト」6月号、8月号
- 「GQ」1月号にインタビュー、「Gainer」1月号にインタビュー
- 「mono Max」3月号（宝島社） インタビュー
- J-WAVE「ランデヴー」5日 ゲスト出演
- J-WAVE「シェアスマイル」30日～4月2日 ゲスト出演
- 「ソトコト」（木楽舎） 「チビコト」にインタビュー記事
- 毎日放送／TBS系「クメピポ! 絶対あいたい1001人」出演
- 「ソトコト」（木楽舎） 「チビコト」に「グリーンをいける」2P特集
- 「FRaU」(講談社)7月号 インタビュー記事掲載。
- J-WAVE「ショート フィルム テルズ アス」2日 コメント出演
- TOKYO MXTVニュース番組にて個展「森羅万象」放映
- 産経新聞に個展「森羅万象」が取材記事
- J-WAVE25「1時間特集番組」19日 前野 密着取材＆インタビュー出演
- NHK名古屋「情報フレッシュ便 さらさらサラダ」ゲスト出演
- 「日経ビジネスアソシエ」（日経BP社） 8ページインタビュー掲載。
- CBCラジオ「ごごイチ」出演
- 書籍「花をいける 言葉をいける」 二見書房より出版
- テレビ朝日「スーパーJチャンネル」出演
- J-WAVE「Levi's CROSSOVER JAM」 アートディレクター浅野矩美との対談。
- 岡山放送「温☆時間」ゲスト出演、他「肇友会花展」新聞、ニュース番組取材多数。
- 小学館「Domani」2月号 対談～男が語る女の男気～掲載
- 2010年 NHK「トップランナー」出演
- 東京FM「The Lifestyle MUSEUM」 出演
- J-WAVE 「TOKYO MORNING RADIO」出演
- FM福岡ほか、福岡でのラジオ番組出演、ウエディング誌取材インタビュー等
- 「週刊文春」4月1日号、産経新聞、神奈川新聞、サンケイエクスプレス等インタビュー。
- NHK「イキだね!東京時間」 出演
- TV東京「ソロモン流」 出演9日
- 書籍「花のチカラ～前野博紀の生きる道～」世界文化社より～出版
- 護国寺・奉納献華個展・『花大景』が、Yahooニュースに。
- APECエネルギー会議in福井レセプション迎え花装飾をNHK福井『ゴーゴー福井』で特集
- 恵比寿ガーデンプレイス「活き実野菜をいける。」が、サンケイエクスプレスに取材掲載
- FM大阪他「古澤巌のKeep on Smiling」に対談・出演
- BS朝日「いつも、ロハス日和」＃8 出演。
- 「ソトコト」木楽舎・「森のワークショップ」取材、10月号掲載決定
- WEB「ペンてるStyle」に1ヶ月間インタビュー掲載決定
- NHK『課外授業 ようこそ先輩』（2010年10月のCOP10特集番組枠）に出演。
- フジテレビ「笑っていいとも!」月曜日のコーナーゲスト出演。
- 「Life Work」2月号1P取材記事掲載。
- フジテレビ「My Process～輝く未来に向かって～」番組出演（2012年2月）
- 福井テレビ「スーパーニュース」取材出演（2012年4月）
- 日本テレビ「未来シアター」番組出演（2012年10月）
- BS-TBS番組「天地創生～がれきに花を咲かせましょう～」番組プロデュース＆出演（2012年12月）
- 絵本「旅するクジラ」の出版（木楽舎）（2013年）
- J-wave FIAT.SHARE WITH…「YOUR PASSION」番組ゲスト出演（2013年3月）
- 日本テレビ「世界番付」番組で、花の建築家として、ゲスト出演（2013年3月）
- 福井テレビ「HAPPY ISLAND～未来に花を咲かせよう～」番組出演（2013年8月）
- 福井テレビ「い～ざあええDAY」にゲスト出演（2013年9月）
- 三重テレビ特別企画番組「お伊勢さん」第8回放送「神宮の営みと日本人の自然観」番組出演（2013年8月）
- MBS「プレバト！！」番組出演（2013年11月）
- モナコの新聞2紙に、モナコ王宮への訪問が記事掲載（2014年3月）
- 写真集「創世記/Genesis+Revolution」の出版(2015年）
- 日本放送「上柳昌彦のごごばん」番組ゲスト出演（2015年1月）
- 月刊fu（福井新聞社）連載中「花は人なり人は花なり」（2015年7月～　）
- 「THE RAKE」の11月24日発売号に「LOUIS XIII EXPERIENCE」と題した記事とパフォーマンス記事が掲載。
- 「決め方TV～装花の決め方」番組出演（2016年1月）
- Xpedia WEB CMに芸術家として出演（2016年）
- 日経トップリーダー2016年11月号　第一回「食材王国みやぎ」食の王国ミーティングページに掲載。
- 福井放送「TOKYO旬コレ」番組内で取材出演（2016年12月）
- 日経トップリーダー2017年1月号　第二回「食の王国みやぎ」食の王国ミーティングページに掲載。
- 日経トップリーダー2017年4月号　第三回「食の王国みやぎ」食の王国ミーティングページに掲載。
- ソーシャル＆エコマガジン「ソトコト」5月号/2017 THANK Food NEWSページに取材インタビュー掲載。
- 月刊「ソトコト」（木楽舎）「THANK Food Project」廃棄野菜のアート作品ページの担当（2017年4月～　）
- FM東京「Shaining Star」番組ゲスト出演（2017年10月）
- FM今治「千桃生そらの七色のえんぴつ」番組ゲスト出演（2017年11月）